# Syringétine
La syringétine est un flavonol O-méthylé, un type de flavonoïde. Il est présent dans  les variétés rouges de raisin (mais pas dans les variétés blanches), dans Lysimachia congestiflora dans les myrtilles des marais (Vaccinium uliginosum). C'est l'un des composés phénoliques présent dans le vin.
Il induit une différenciation des ostéoblastes humains via la voie métabolique de la protéine morphogénétique de l'os 2 / des Extracellular signal-regulated kinases.

## Métabolisme
La syringétine est formée à partir de la laricitrine par l'action de l'enzyme laricitrine 5'-O-méthyltransférase, (myricétine O-méthyltransférase).

## Hétérosides
- Syringétine 3-O-galactoside[2],[9]
- Syringétine 3-O-glucoside[10],[11]
- Syringétine 3-rhamnoside (CAS number 93126-00-2)
- Syringétine 3-O-rutinoside[10] présent dans le mélèze de Sibérie (Larix sibirica)[12]
- Syringétine 3-O-(6″-acetyl)-β-glucopyranoside présent dans l'épicéa commun (Picea abies)[13]